# Agència Estatal de Recerca
La Agència Estatal de Recerca (en castellà Agencia Estatal de Investigación, AEI) és una agència estatal espanyola encarregada del foment de la recerca científica i tècnica en totes les àrees del saber mitjançant l'assignació competitiva i eficient dels recursos públics, el seguiment de les actuacions finançades i del seu impacte, i l'assessorament a la planificació de les accions o iniciatives a través de les quals s'instrumenten les polítiques de R+D de l'Administració General de l'Estat.

## Estructura
L'estructura de l'Agència Estatal de Recerca és:
- Presidència de l'AEI.
- Direcció general de l'AEI.
  - Secretaria General de l'AEI.
  - Divisió de Programació i Gestió Econòmica i Administrativa.
    - Subdivisió de Coordinació i Avaluació.
    - Subdivisió de Programes Temàtics Cientificotècnics.
    - Subdivisió de Programes Cientificotècnics Transversals, Enfortiment i Excel·lència.

  - Divisió de Coordinació, Avaluació i Seguiment Científic i Tècnic.
    - Subdivisió de Gestió Econòmica.
    - Subdivisió de Seguiment i Justificació d'Ajudes.
    - Subdivisió de Gestió d'Ajudes de Fons Europeus.
    - Subdivisió de Planificació i Gestió Administrativa.
- Consell Rector de l'AEI.
- Comissió de control de l'AEI.
- Comitè científic i tècnic de l'AEI.

## Òrgans de l'Agència

### Presidència
La presidència de la AEI correspon al Secretari d'Estat de Recerca, Desenvolupament i Innovació i, per tant, l'agència no posseeix una estructura de personal pròpia, sinó que està integrada en el Ministeri de Ciència, Innovació i Universitats i els seus empleats pertanyen a aquest ministeri.
Conforme a l'Estatut de la AEI corresponen al President de l'Agència les següents funcions:
- Ostentar la màxima representació institucional i legal de l'Agència, presidir el seu Consell Rector i vetllar pel compliment del seu objecte, finalitats i funcions.
- Convocar les sessions del Consell Rector.
- Dirimir amb el seu vot els empats, a l'efecte d'adoptar acords, en el si del Consell Rector.
- Presentar al Consell Rector la memòria anual d'activitats de l'Agència.
- Informar als departaments ministerials competents i a altres institucions de l'Estat sobre l'execució i compliment dels objectius fixats en el Contracte de gestió de l'Agència.
- Subscriure convenis de col·laboració, memoràndums d'enteniment, acords d'execució o instruments jurídics de qualsevol altra naturalesa que puguin generar compromisos i obligacions per a l'Agència, sense perjudici de les delegacions que, si escau, s'estableixin.
- Instar al titular del Ministeri d'Hisenda i Funció Pública l'autorització de les variacions pressupostàries que calguin.
- Proposar al Consell Rector el nomenament i cessament del director de l'Agència.
- Proposar al Consell Rector la designació dels membres de la Comissió de Control.
- Exercir les altres facultats i funcions que li atribueixin aquest Estatut, el Consell Rector i les disposicions vigents.

### Direcció general
El càrrec de director general és ostentat per un funcionari de carrera nomenat pel Ministre. Conforme a l'Estatut de la AEI, corresponen al Director de les següents funcions:
- Dur a terme la direcció i gestió ordinària de l'Agència, en el marc de les funcions atribuïdes en aquest apartat o de les quals li siguin expressament delegades.
- Elaborar i elevar al Consell Rector la proposta del Contracte de gestió de l'Agència.
- Elaborar i elevar al Consell Rector els objectius estratègics i operatius de l'Agència, i els procediments, criteris i indicadors per al mesurament del seu compliment i del grau d'eficiència en la gestió.
- Elaborar i elevar al Consell Rector el pla d'acció anual i dirigir i coordinar les activitats que siguin necessàries per al desenvolupament de les funcions de l'Agència.
- Elaborar i elevar al Consell Rector l'avantprojecte de pressupost de l'Agència.
- Formular els comptes anuals i elevar-les al Consell Rector juntament amb l'informe d'auditoria de comptes.
- Acordar les variacions pressupostàries que s'estimin necessàries i que no hagin de ser autoritzades pel Ministre d'Hisenda i Funció Pública i proposar al president aquelles que precisen aquesta autorització.
- Autoritzar, per causa justificada, la disposició de despeses, el reconeixement d'obligacions i l'ordenació dels pagaments corresponents dels quals adonarà al Consell Rector.
- Proposar la modificació dels límits generals de compromís de despesa amb càrrec a exercicis futurs per causa justificada dels quals adonarà al Consell Rector.
- Elevar al Consell Rector l'informe anual d'activitats, ordinàries i extraordinàries, de l'Agència.
- Elaborar i elevar a la Comissió de Control un informe mensual sobre l'estat d'execució pressupostària.
- Subscriure contractes amb les condicions i límits que si escau puguin establir-se, adonant d'això al Consell Rector.
- Proposar al Consell Rector el nomenament i cessament del personal directiu de l'Agència.
- Preveure les necessitats de personal de l'Agència; proposar al Consell Rector la relació de llocs de treball i els criteris per a la selecció de personal laboral; resoldre les convocatòries de provisió de llocs de treball de personal funcionari i contractar al personal laboral.
- Proposar al Consell Rector els criteris per a la determinació dels incentius al rendiment del personal de l'Agència.
- Nomenar o cessar a col·laboradors i experts als quals es refereix l'article 28.6 d'aquest Estatut.
- Exercir la representació institucional i legal de l'Agència quan no correspongui al seu president o aquestes funcions hagin estat delegades de forma expressa.
- Recaptar del Comitè Científic i Tècnic els informes i assessorament que consideri necessaris per a l'adequat funcionament de l'Agència.
- Qualsevol altra que li sigui atribuïda pel Consell Rector.

### Secretaria General
A càrrec de la secretaria general, igual que en l'adreça, hi ha un funcionari de carrera. Les seves funcions són:
La Secretaria General és responsable, entre altres funcions, de la gestió dels serveis horitzontals de l'Agència, responsabilitzant-se de les següents àrees:
- Recursos Humans de l'Agència.
- Règim jurídic, tramitació de convenis i atenció al ciutadà.
- Serveis generals, compres i subministraments i Contractació administrativa.
- Règim Econòmic General, en coordinació amb la Subdivisió de Gestió Econòmica.
- Recursos TIC.

La Secretaria General de l'Agència actua en coordinació amb la Subsecretaria de Ciència, Innovació i Universitats en aquelles matèries en què es mantenen serveis compartits.

## Centres d'Excel·lència «Severo Ochoa» i Unitats d'Excel·lència «María de Maeztu»
El distintiu Centre d'Excel·lència Severo Ochoa i Unitat d'Excel·lència María de Maeztu, dins del Subprograma d'Enfortiment Institucional del Pla Estatal de Recerca Científica Tècnica i d'Innovació té com a objectiu finançar i acreditar els centres i unitats públiques de recerca, a qualsevol àrea científica, que demostren impacte i lideratge científic a nivell internacional i que col·laboren activament amb el seu entorn social i empresarial.
El procés d'avaluació i selecció es duu a terme de forma independent, per un comitè científic internacional integrat per investigadors de reconegut prestigi i impacte.